# تپه حاجوک ۷
تپه حاجوک ۷ مربوط به سده‌های ۴ تا ۹ ه‍.ق است و در شهرستان زابل، بخش پشت آب، دهستان ادیمی، روستای حاجوک، ۸۰۰ متری شمال غربی روستای حاجوک واقع شده و این اثر در تاریخ ۲۰ اسفند ۱۳۸۵ با شمارهٔ ثبت ۱۸۰۷۹ به‌عنوان یکی از آثار ملی ایران به ثبت رسیده است.